# Jacques de Guyse

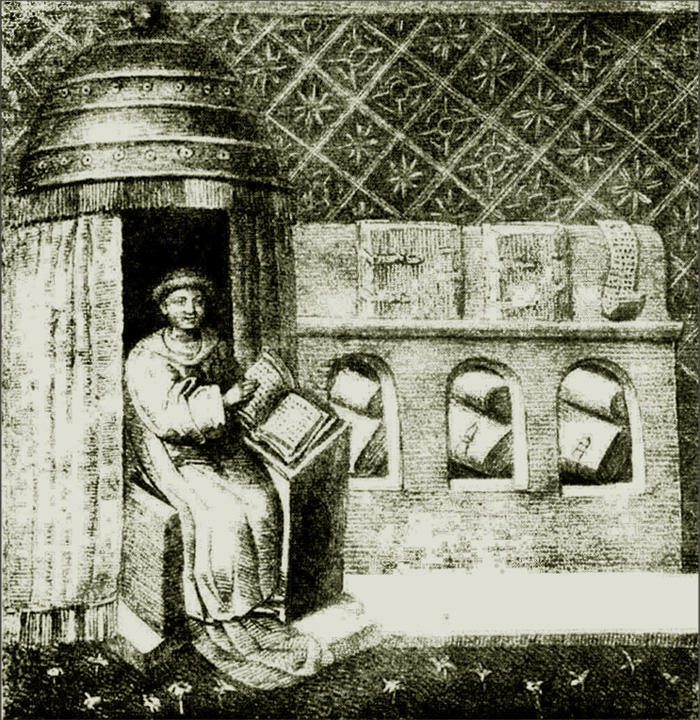
Jacques de Guyse in zijn scriptorium.

Jacques de Guyse of Jacques de Guise (Chièvres, ca. 1340 – Valenciennes, 6 februari 1399) was een franciscaanse monnik, doctor in de theologie, die in het tweede deel van zijn leven historicus en kroniekschrijver werd. Hij was de auteur van de Annales historiae illustrium principum Hannoniae (Annalen van Henegouwen). Hij stierf op 6 februari 1399 in het klooster van Valenciennes. Jaques was een tijdgenoot van die andere beroemde Henegouwse chroniqueur, Jean Froissart. Naast zijn werk als kroniekschrijver was hij vicaris generaal van de algemene overste van de franciscanen. Hij was ook de biechtvader van graaf van Henegouwen Willem van Oostervant en van diens vrouw Margaretha van Bourgondië.

## Biografie
Er is weinig met zekerheid geweten over zijn levensloop. Het meeste gaat terug op zeer oude bronnen, waarvan onmogelijk te zeggen is hoe correct ze zijn. Jacques de Guyse werd geboren in het graafschap Henegouwen volgens sommige bronnen in Chièvres volgens andere in Bergen, nog andere bronnen laten de geboorteplaats open. Hij trad toe tot het klooster van de franciscanen in Valencijn en ging studeren in Parijs waar hij doctor in de theologie werd. Daarna keerde hij terug naar het minderbroederklooster in Valencijn, waar hij de rest van zijn leven zou doorbrengen. Volgens sommige bronnen zou hij langere tijd uit Henegouwen zijn weggebleven en hier en daar les hebben gegeven. Sommigen noemden hem ook wetenschapper en wiskundige, waaruit men waarschijnlijk kan afleiden dat hij het quadrivium had behaald, wat een normale voorbereiding was op zijn studies voor doctor in de theologie.

## Werken
Er is maar een belangrijk werk van Jacques de Guyse bekend, de Annales historiae illustrium principum Hannoniae, geschreven in het Latijn. Dit werk zou gerealiseerd zijn tussen 1389 en 1396 en werd opgedragen aan Albrecht van Beieren, graaf van Henegouwen, Holland en Zeeland. Het laatste thema in zijn werk behandelt het jaar 1253 hoewel het zijn bedoeling was om de annalen tot 1390 te laten lopen.
De historische waarde van het werk is soms zeer twijfelachtig. De auteur deed beroep op een aantal legendes die hij als historische waarheid behandelde, zoals de afkomst van de graven van Henegouwen van de Trojanen. Anderzijds zijn een aantal middeleeuwse bronnen die hij gebruikte dankzij zijn werk bewaard gebleven. Het werk van de Guyse werd naar het Frans vertaald door Jean Wauquelin onder de titel Chroniques de Hainaut voor Filips de Goede.
Het Latijnse origineel werd weinig verspreid er zijn vandaag slechts twee exemplaren bewaard gebleven:
- Parijs, Bibliothèque nationale de France, latin, 17798
- Valenciennes, Bibliothèque municipale, 768-770 (578)

De Franse vertaling werd in druk uitgegeven in 1531 als 'Le Premier volume des Illustrations de la Gaulle Belgique, antiquitez du pays de Haynnau et de la grand cité de Belges, à présent dicte Bavay... ' en het was te verkrijgen in 'la grand rue Sainct Jaques, en la boutique de François Regnault'. Het was een editie van Jacques de Leussach, zelf ook een chroniqueur, die de bedoeling had het werk voort te zetten tot aan de regeerperiode van Filips de Goede.
In 1826 werd het werk van de Guyse opnieuw uitgegeven door Agricol-Joseph Fortia d'Urban, ditmaal in een Franse vertaling naast het Latijnse origineel.

## Weblinks
- [bron?]Histoire de Hainaut, tr. avec le texte lat. en regard, et accompagnée de notes, van markies Fortia d'Urban, met in supplement de ‘Annales de Hainaut’, door J. Lefevre, Eboek

- Bibliothèque nationale de France: cb13610152b (data)
- Gemeinsame Normdatei: 100947263
- International Standard Name Identifier: 0000 0000 0203 7502
- Library of Congress Control Number: n85251558
- Nationale Bibliotheek van Tsjechië: mzk2016921507
- Nationale bibliotheek van Australië: 49116506
- Nederlandse Thesaurus van Auteursnamen: 276819608
- Système universitaire de documentation: 068526776
- Trove: 1489326
- Virtual International Authority File: 42196892
- WorldCat: E39PBJgxkjkRtwvFqjpPW9vmBP